# Incubus (film 1985)
Incubus è un cortometraggio d'animazione del 1985 diretto da Guido Manuli.